# البص
البص هي إحدى القرى اللبنانية من قرى قضاء صور في محافظة الجنوب.
وقد أقيم على معظم مساحة اراضيه مخيم للاجئين الفلسطينيين عُرف باسم مخيم البص